# László Rózsa (cestista)
László Rózsa (Budapest, 15 novembre 1906 – 4 febbraio 2000) è stato un cestista ungherese.

## Carriera
Con l'Ungheria ha preso parte ai Campionati europei del 1935.